# Cyrestis periander
Cyrestis periander är en fjärilsart som beskrevs av Fabricius 1787. Cyrestis periander ingår i släktet Cyrestis och familjen praktfjärilar. Inga underarter finns listade i Catalogue of Life.